# Hyssia paupera
Hyssia paupera là một loài bướm đêm trong họ Noctuidae.